# José Manuel Serrano Cueto
José Manuel Serrano Cueto (Cadis, 5 d'abril de 1976) és director de cinema, havent estat nominat al Goya a la millor pel·lícula documental el 2013, i escriptor.

## Biografia
Titulat en Direcció d'Escena per l'Escola Superior d'Art Dramàtic de Màlaga, germà de l'escriptor Antonio Serrano Cueto. La seva trajectòria professional com a assagista abasta els llibres sobre cinema, gairebé tots dedicats al terror. Per la seva trajectòria com a especialista de terror se li concedeix en 2010 el premi honorífic Cap de Jívaro en el Festival de Cinema de Terror i Fantàstic de Lloret de la Mar (Festerror).
En la seva faceta d'escriptor ha col·laborat en nombroses publicacions, entre elles Interviú, GEO, GQ, Man, Mía, Primera Línea o les especialitzades en misteris Más Allá, Año/Cero i Enigmas. Sobre aquesta temàtica, el 2011 publica amb Ediciones Mayi el llibre Cádiz oculto, un dels llibres gaditans més venuts dels últims anys, al qual li segueix el 2014 Cádiz oculto 2 i el 2018 Cádiz oculto 3. En 2019 comença una experiència nova, vinculada al paranormal, amb l'obertura de la Casa del Terror y lo Fantástico Cádiz oculto, una exposición sobre los misterios y leyendas que trata en sus libros.
La seva faceta com a director de cinema abasta el llargmetratge documental Contra el tiempo (2012), nominat al Goya com a Millor Documental i a les Medalles del Cercle d'Escriptors Cinematogràfics, així com els curts Pelucas (2014), sobre el càncer de mamà que va comptar amb Lola Marceli com a protagonista, i El extraño caso del Dr. Toñito (2017), seleccionat en festivals de gènere tan importants com el de Sant Sebastià, Buenos Aires Rojo Sangre o Nocturna, entre d'altres. El seu últim treball ha estat el llarg documental Caballas (2018).
També és autor de diverses peces teatrals, com “¡Mira qué somos fantasmas!” estrenada al Teatro Bellas Artes de Madrid dins de l'espectacle ¡Qué bello es vivir! amb Josele Román, Beatriz Rico i Fran Antón amb peces d'autors com Antonia San Juan, Félix Sabroso o Alfonso Zurro. La peça fou publicada per l'editorial Cazador de Ratas al llibre La musa y el lobo (2018) amb una altra que dona títol al volum.
És membre de l'Acadèmia de les Arts i de les Ciències Cinematogràfiques d'Espanya. És germà del poeta i escriptor Antonio Serrano Cueto.

## Obra
- Gaditanos en el cine –y Cádiz como plató– (Cádiz, Alcances, 2001)
- Malagueños en el cine (Málaga, Festival de Cine Español, 2003)
- Aldo Sambrell, la mirada más despiadada (Valladolid, Fancy, 2003)
- De lo fantástico a lo real. Diccionario de la ciencia en el cine (Tres Cantos, Nívola, 2003)
- Vincent Price. El terror a cara descubierta (Madrid, T&B, 2004)
- Ava Gardner. De la A a la Z (Madrid, Jaguar, 2007)
- Horrormanía (Madrid, Alberto Santos, 2007)
- De monstruos y hombres. Los reyes del terror de la Universal (Madrid, T&B, 2007)
- Zombie Evolution. El libro de los muertos vivientes en el cine (Madrid, T&B, 2009)
- Jess Franco. Tutto sul suo cinema “spiazzante” (Roma, Profondo Rosso, 2011)
- Vincent Price. El villano exquisito (Madrid, T&B, 2011)
- Tod Browning (Cádiz, Cátedra, 2011)
- Cádiz oculto. Historias gaditanas para no dormir (Cádiz, Mayi, 2011)
- Cádiz oculto 2. Más historias gaditanas para no dormir (Cádiz, Mayi, 2014)
- Pelucas (Cádiz, Mayi, 2016)
- La musa y el lobo (Cádiz, Cazador de Ratas, 2018)
- Cádiz oculto 3. Nuevas historias gaditanas para no dormir (Cádiz, Mayi, 2018)
- ¡Echad el ancla! 50 miradas cinematográficas sobre el mar (Barcelona, UOC, 2019)

### Llibres col·lectius
- Diccionario del Cine Iberoamericano. España, Portugal y América (Madrid, SGAE, 2008)
- Christopher Lee. Il principe delle tenebre (Roma, Profondo Rosso, 2008)
- El pulso del narrador. Los contrapuntos de Jaime de Armiñán (Madrid, Notorious, 2009)
- Cine XXI. Directores y direcciones (Madrid, Cátedra, 2013)
- Cine fantástico y de terror español. De los orígenes a la edad de oro (1921-83) (Madrid, T&B, 2015)
- Cine fantástico y de terror español. Mutaciones y reformulaciones (1984-2015) (Madrid, T&B, 2016)
- Todo el cine zombi (Valladolid, IG, 2016)

## Filmografia
- Río seco (curt, 2006)
- Contra el tiempo (llarg documental, 2012)
- Pelucas (curt, 2014)
- Yo quise hacer Los Bingueros 2 (curt, 2016)
- El extraño caso del Dr. Toñito (curt, 2017)
- Mr. Rosbif y el secreto de la tortillita de camarones (curt, 2017)
- Caballas (llarg documental, 2018)